# فتاة الشرق (مجلة)
فتاة الشرق كانت مجلة نسائية مصرية نشرتها لبيبة هاشم لأول مرة عام 1906 عندما كانت تبلغ من العمر 18 عامًا، على الرغم من أن بعض المصادر ترجع تاريخ المجلة إلى عام 1900. كانت المجلة من أوائل نماذج الصحافة النسائية في مصر، وأصدرت 38 عددًا، واستمرت في النشر حتى عام 1929، وتناولت موضوعات اجتماعية وتاريخية وتربوية، فضلًا عن النضال من أجل تحرير المرأة من خلال حقها في التعليم ومشاركتها في السياسة على وجه الخصوص. كما استخدم هاشم المنشور للدخول في حوارات ونقاشات مع الكتاب البارزين.
كان الدافع وراء نشر مجلتها الخاصة هو نقص الكتاب في ذلك الوقت في مصر ولأنها رأت أن دور الصحافة مهم.
وفي أثناء نشرها للمجلة، استضافت صالونًا ثقافيًا في منزلها، لمناقشة المجلة بشكل أعمق، فأصبح ملاذًا شعبيًا للكتاب والشعراء والصحفيين.